# El Llosar (Monistrol de Calders)
El Llosar, anomenat per error El Lluçà en alguns mapes, és un paratge del terme municipal de Monistrol de Calders, al Moianès.
Està situat a l'extrem nord del terme monistrolenc, en el vessant sud-oest del Pla de Puntogaina. És en un pendís a la dreta del torrent de la Baga Cerdana.